# Standerdmolenbrug
Standerdmolenbrug (brug 893) is een kunstwerk in Amsterdam-Noord.
De brug is gelegen in de Stellingweg, die hier een zijtak heeft naar het maaiveld in de Molenwijk. Door deze constructie voert het viaduct het van de doorgaande weg afkomstige snelverkeer, dan bestemmingsverkeer, (boven) over het voet- en fietspad (onder) behorende bij dat deel van de Stellingweg. De brug leidt dan met een afrit naar de vier flats Standerdmolen, Wipmolen, Tjasker en Spinnekop. Het bovenaanzicht van die flats heeft het uiterlijk van een gevlucht/wiek.
De brug werd in de jaren 1968 en 1969 gebouwd naar een ontwerp van architect Sier van Rhijn, dat zijn kantoor maakte voor de Dienst der Publieke Werken. Het kantoor van Van Rhijn was tevens verantwoordelijk voor de brugleuningen. Het maakte destijds deel uit van een pakket aan bruggen met brug 895, brug 896, brug 897, brug 898 en brug 899. Ze stonden als pakket bekend als de 18-meterbruggen.
De liggerbrug is gebouwd op betonnen heipalen en heeft een lengte van 18,30 meter waarvan 17 meter niet ondersteund wordt. De brug is 9,90 meter breed, waarvan (bij oplevering) acht meter voor de rijweg. De brug wijkt voor wat betreft kleur af van de bruggen in bijvoorbeeld Slotervaart. Daar zijn de meeste bruggen wit gehouden en de leuningen helder blauw; brug 893 is voornamelijk lichtgrijs, haar leuningen donkerblauw. Opvallend aan de brug zijn de bolk- en T-vormige borstweringen.
De bruggen gingen naamloos door het leven totdat de gemeente in 2018 25 bruggen voorzag van een naam. De naam verwijst naar de flat die op zich vernoemd is naar een type molen, de standerdmolen.
Net ten zuiden van het viaduct voert diezelfde zijweg door middel van een duikerbrug (ongenummerd) over een afwateringstocht.

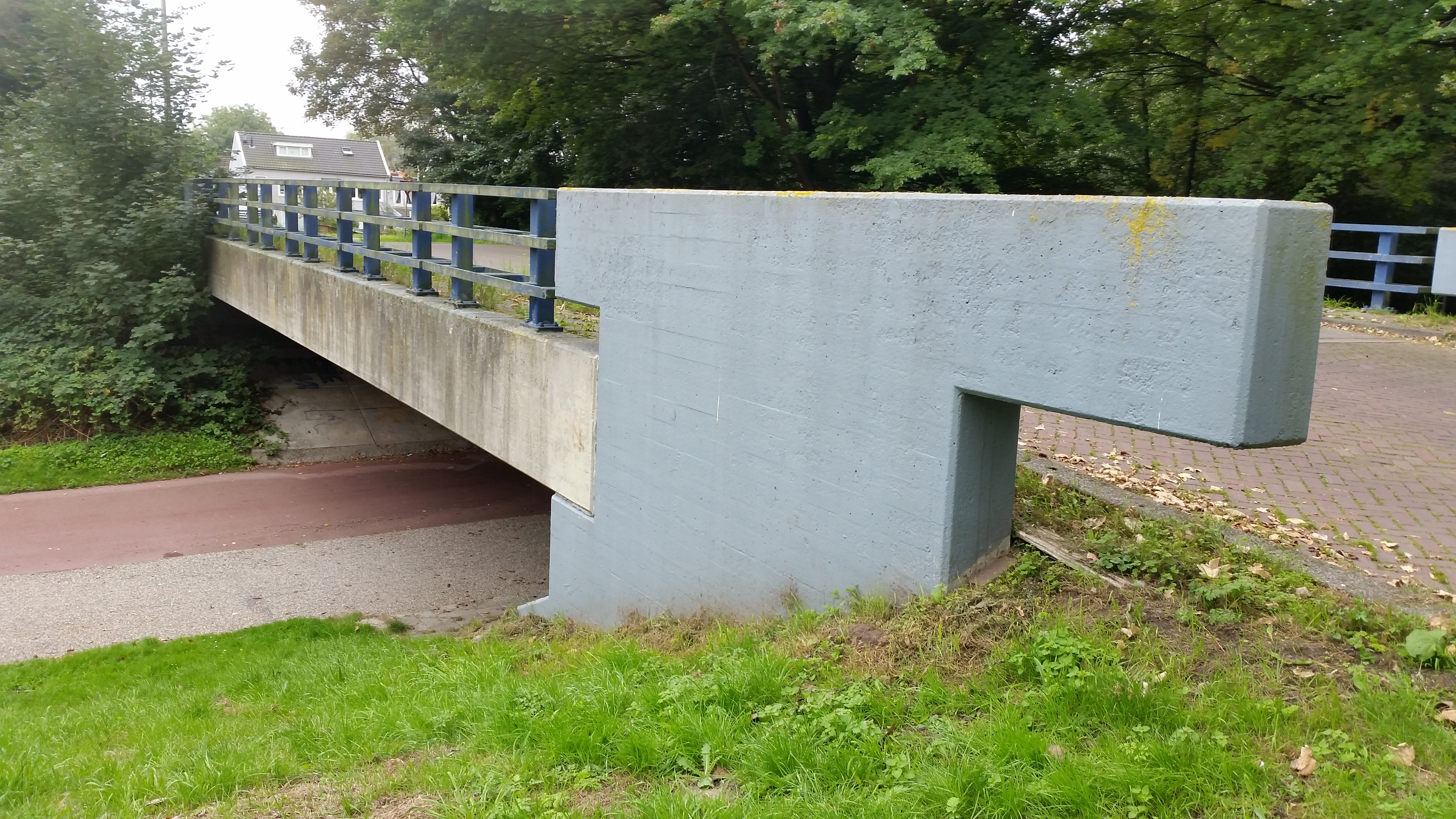
Borstwering en leuning

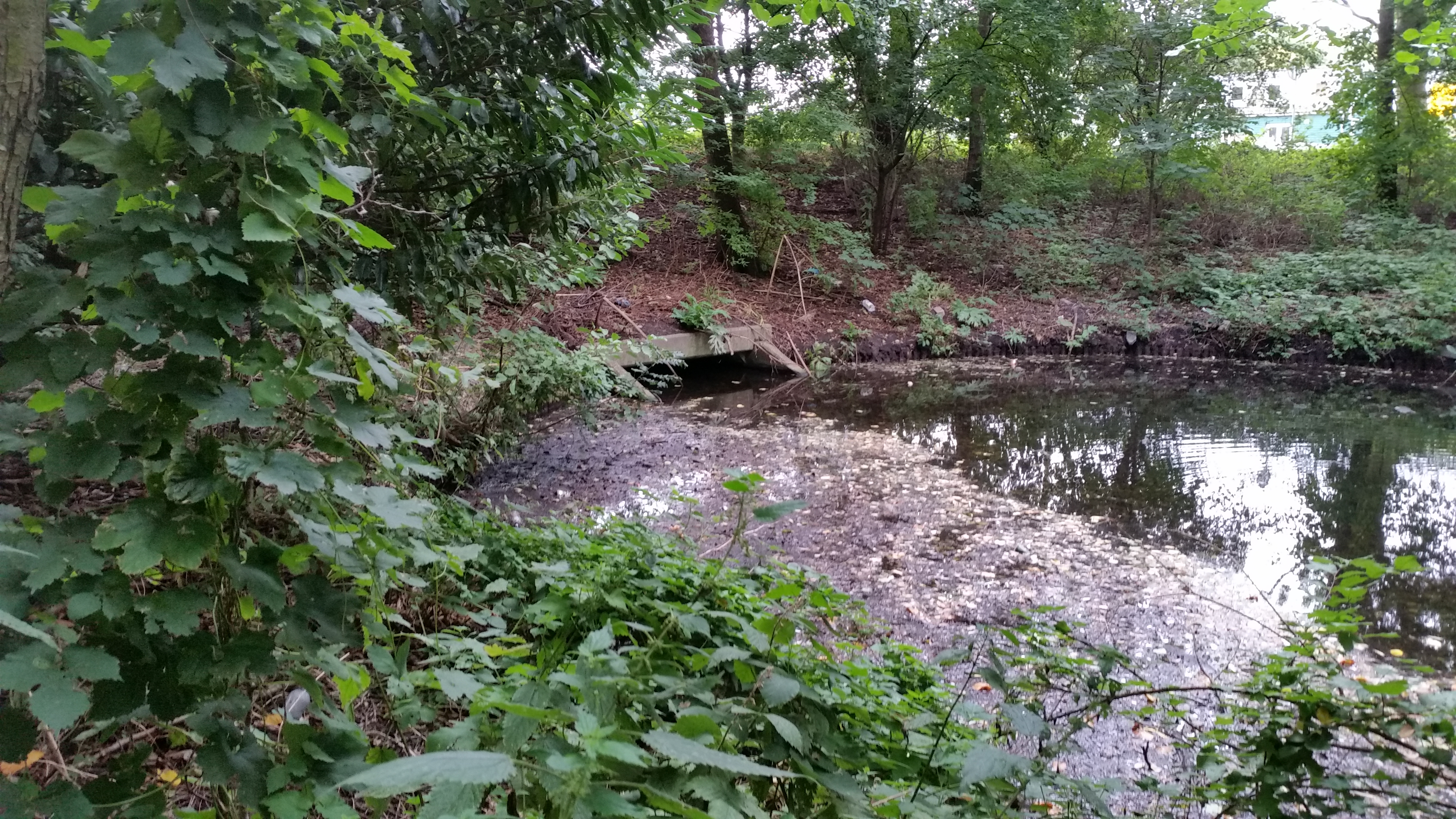
Duiker bij viaduct

<<< · 801 · 802 · 803 · 804 · 805 · 808 · 811 · 812 · 813 · 814 · 815 · 816 · 817 · 818 · 819 · 820 · 821 · 822 · 823 · 824 · 825 · 826 · 827 · 828 · 829 · 830 · 831 · 832 · 833 · 834 · 835 · 836 · 837 · 838 · 839 · 840 · 841 · 842 · 844 · 845 · 846 · 848 · 849 · 850 ·  854 · 856 · 857 · 858 · 859 · 860 · 863 · 864 · 865 · 866 · 867 · 868 · 869 · 870 · 871 · 872 · 873 · 875 · 876 · 877 · 889 · 890 · 891 · 892 · 893 · 895 · 896 · 897 · 898 · 899 · >>>
Brugnummers 800, 806, 807, 809, 810, 843 (gesloopt, Uilenstede, Amstelveen), 847 (Uilenstede, Amstelveen) , 851 (gesloopt, Dirk Sterenberg), 852 (gesloopt, Dirk Sterenberg), 853 (gesloopt, Dirk Sterenberg), 855, 861, 862, 874, 878, 879, 880, 881, 882, 883, 884, 885, 886, 887, 888, 894 zijn niet (meer) vergeven.